# In situ
In situ (lateinisch in situ ‚am Ort‘) ist ein Fachbegriff in verschiedenen Bereichen, der z. B. „unmittelbar am Ort“ oder „in der ursprünglichen Position“ bedeuten kann. Das Antonym (Gegensatzwort) ist ex situ.

## Beispiele

### Wissenschaft
- Medizin:
  - in situ = in der natürlichen Lage im Körper (vgl. Situs)[1]
  - Carcinoma in situ: lokal begrenzter Krebsherd (frühestes, in der Regel heilbares Krebsstadium)
  - LASIK (Laser-in-situ-Keratomileusis): ein Verfahren zur Korrektur von Fehlsichtigkeiten direkt am Auge
  - Implantate: in situ bedeutet, dass sich ein Implantat an der gewünschten Position im Körper befindet.
- In den Naturwissenschaften kann „In-situ-Messung“ bedeuten, dass die Messung stattfindet, während sich die Probe verändert, z. B. durch Wärmebehandlung.
- Physik: Bei einer In-situ-Probenpräparation wird die Probe unter Ultrahochvakuumbedingungen hergestellt und sofort gemessen, ohne dass sie das Vakuum verlässt.[2]
- In der Molekularbiologie dient „in situ“ als Abkürzung für In-situ-Hybridisierung.[2]
- Synthetische Chemie: die Herstellung einer (meist sehr reaktiven) Ausgangsverbindung und deren unmittelbare Weiterverwendung im selben Reaktionsgefäß
- Veterinärmedizin: die Bestimmung der Verdaulichkeit von Futtermitteln direkt im Pansen von Wiederkäuern
- Archäologie: Ein Fund ist noch in der Originallage, oder ein Objekt ist noch am Ort seiner ehemaligen Nutzung, wurde also nicht z. B. durch geologische Prozesse oder nachträgliche menschliche oder tierische Aktivitäten umgelagert.[2]
- Paläontologie:In-situ-Fossilüberlieferung eines Baumstumpfes in einem „Kohlesumpf“ (Joggins Fossil Cliffs, Kanada)

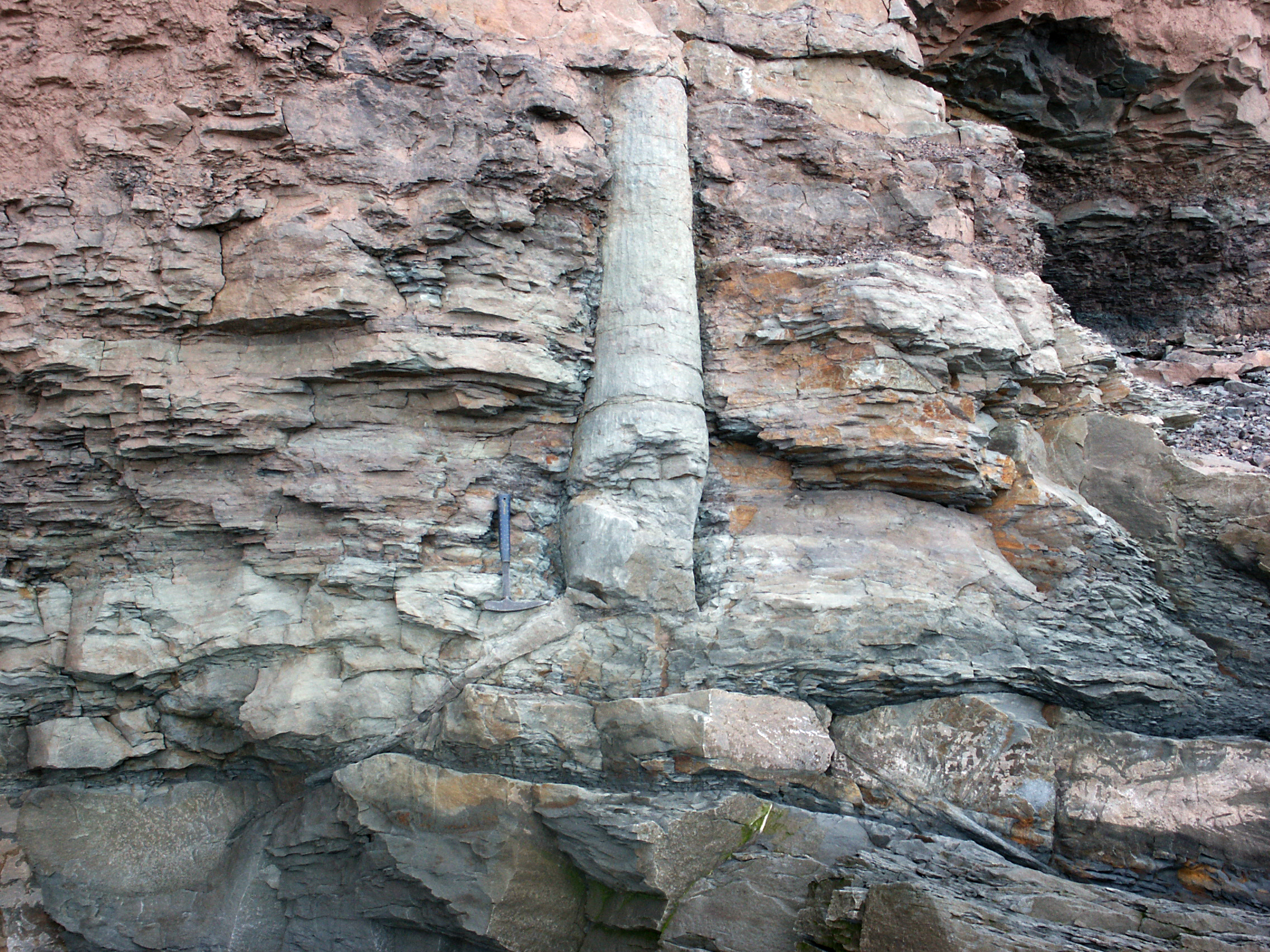
In-situ-Fossilüberlieferung eines Baumstumpfes in einem „Kohlesumpf“ (Joggins Fossil Cliffs, Kanada)

  1. Ein Fossil ist im ursprünglichen Lebensraum des entsprechenden Organismus in „Lebendstellung“ überliefert, wurde also nicht z. B. durch Strömung oder tierische Aktivitäten umgekippt oder umgelagert (siehe auch Thanatozönose). Derartig überlieferte Fossilien können als Geopetalgefüge dienen. Beispielhaft sind unter anderem die natürlichen Ausfüllungen (Steinkerne) von Baumstümpfen in Ablagerungen von „Kohlesümpfen“.„Drama aus der Urzeit“, ein bekanntes In-situ-Fossilpräparat aus dem Solnhofener Plattenkalk

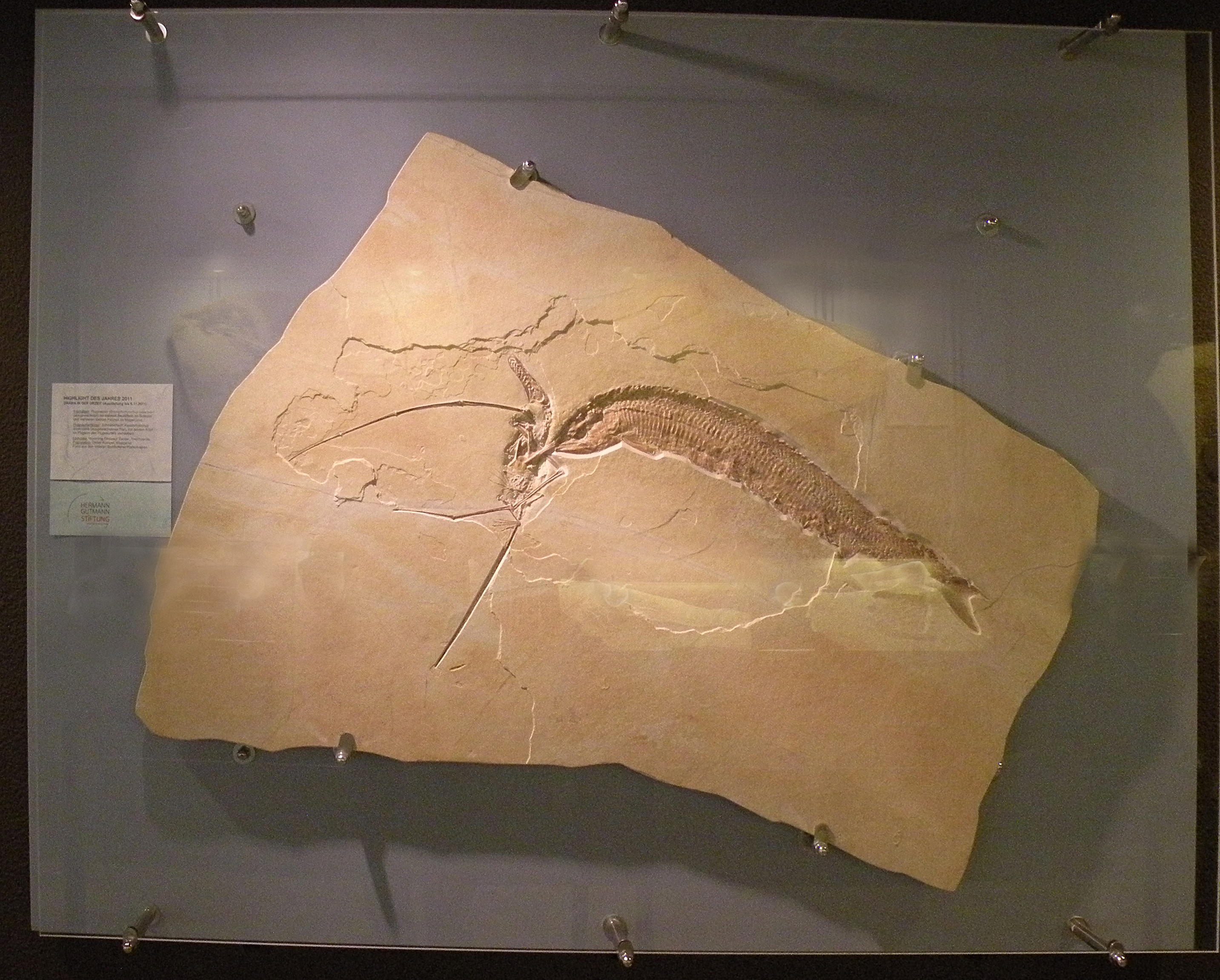
„Drama aus der Urzeit“, ein bekanntes In-situ-Fossilpräparat aus dem Solnhofener Plattenkalk

  2. „In-situ-Präparation“ von Fossilien bedeutet, dass die Organismenreste – sowohl artikulierte (anatomisch zusammenhängende) als auch verdrückte, zerscherte oder verdriftete Funde – ohne Lagekorrektur mechanisch freigelegt und nötigenfalls konserviert werden. Das Ergebnis ist ein In-situ-Präparat. Diese Form der Präparation ist die Regel bei kleineren Tieren und Pflanzen oder Pflanzenteilen (Größenspektrum mehrere Zentimeter bis mehrere Dezimeter) mit relativ filigranen Strukturen, insbesondere bei den Innenskeletten von Wirbeltieren. Bei Überlieferung in Festgesteinen wird das Fossil dabei aus Stabilitätsgründen zumeist so weit wie nötig in der umhüllenden und/oder ausfüllenden Sedimentmatrix belassen. Bei Halbfestgesteinen, die bei Verlust der Bergfeuchte zu zerfallen drohen, wird z. B. eine Umbettung in Kunstharz vorgenommen (vgl. Grube Messel: Das Umbettungsverfahren).
- Linguistik, insbesondere Generative Transformationsgrammatik: Die Position in der syntaktischen Struktur, in der ein Ausdruck sich befindet, wenn keine Bewegungstransformation auf ihn angewandt wurde.
- Artenschutz: Eine lokale Schutzmaßnahme des Lebensraumes einer Art vor Ort, wo die Art vorkommt. Dem gegenüber steht der Artenschutz ex-situ, der Populationen außerhalb des natürlichen Verbreitungsgebietes, etwa durch Erhaltungszuchtmaßnahmen, vom Aussterben bewahrt.

### Technik
- Bauwesen und Umwelttechnik: die Ausführung bestimmter Verfahren vor Ort, etwa Altlastensanierung.[3]
- Bergbau und Geologie: die Aufbereitung von Bodenschätzen direkt in der Lagerstätte ohne einen großräumigen Aufschluss derselben (beispielsweise die Förderung von Rohöl aus Ölsandlagerstätten[3]).
  - Das „in-situ leaching“ – auch Lösungsbergbau genannt – ist ein Verfahren, bei welchem keine „klassischen“ bergmännischen Methoden angewandt werden, sondern das gesuchte Material mittels Lösungsmitteln (zumeist auf Wasserbasis) aus dem Gestein gelöst und anschließend gefällt oder mittels Eindampfen gewonnen wird. Insbesondere im Uranbergbau gewinnt dieses Verfahren immer mehr Bedeutung. Der Solebergbau bei Salzen kann als verwandtes Verfahren angesehen werden.
- Hörakustik: Sondenmikrofonmessung (In-Situ-Audiometrie) zur Berücksichtigung der natürlichen Gehörgangsresonanz bei der Hörgeräteanpassung.
- Informatik: Ein Algorithmus, der nur den Speicherplatz benötigt, der von den Elementen sowieso schon benutzt wird. Die Elemente werden also im vorhandenen Speicher bearbeitet und nicht in einen neuen umkopiert (Synonym für in-place).[3]
- Luft- und Raumfahrttechnik: Test der Ausrüstung nach dem Einbau aller Geräte am endgültigen Ort, um zu überprüfen, dass sie gemeinsam funktionieren.
- Papierrestaurierung: Konservatorische oder restauratorische Maßnahmen an einem Buch, ohne dieses zuvor auseinandergenommen zu haben.
- Strahlenschutz: Messung der Radioaktivität, ohne das Material von seinem Platz zu bewegen (z. B. In-situ-Gammaspektrometrie).

### Sonstiges
- Freilichtmuseen: Ein Gebäude, das nicht in das Museum transloziert wurde, sondern schon bei der Museumsgründung an diesem Platz stand und in der Regel an diesem Platz erbaut wurde.
- Architektur: INSITU, seit 2009 erscheinende Zeitschrift für Architekturgeschichte.
- Ökologie: In-situ-Erhaltung von Ökosystemen und Biotopen bedeutet die Erhaltung oder Wiederansiedlung von Arten in ihrem natürlichen Lebensraum.
- Gartenbau: Aussaat von (mehrjährigen) Pflanzen direkt an der Stelle, an der sie schließlich wachsen sollen.
- Dienstleistung, hauptsächlich Ingenieurdienstleistungen: Bei Arbeitspaketen wird unterschieden, ob die Arbeitsleistung vor Ort im auftraggebenden Betrieb erfolgt (in situ) oder extern im Betrieb des Auftragnehmers (ex situ).